# غرايم ميلر (دراج)
غرايم ميلر (بالإنجليزية: Graeme Miller) هو دراج نيوزيلندي، ولد في 20 نوفمبر 1960 في أوكلاند في نيوزيلندا.

## وصلات خارجية
- غرايم ميلر على موقع أرشيف الدراجات (الإنجليزية)
- غرايم ميلر على موقع إحصائيات الدراجات الإحترافية (الإنجليزية)
- غرايم ميلر على موقع نسبة الدراجات (الإنجليزية)
- غرايم ميلر على موقع أوليمبيديا (الإنجليزية)